# Hrvatska riječ
Hrvatska riječ – chorwackojęzyczny tygodnik wydawany w Serbii od 2003 roku. Nakład czasopisma wynosi 1500 egzemplarzy, które to dystrybuowane są głównie w Wojwodinie. Przygotowywany jest przez wydawnictwo o tej samej nazwie, które powołane zostało do życia na mocy decyzji Parlamentu Autonomicznej Prowincji Wojwodiny z 2002 roku.